# 23783 Alyssachan
23783 Alyssachan là một tiểu hành tinh vành đai chính với chu kỳ quỹ đạo là 1316.6169790 ngày (3.60 năm).
Nó được phát hiện ngày 17 tháng 8 năm 1998.